# Hugh Tinker
Pour les articles homonymes, voir Tinker.
Hugh Tinker, né en 1921, décédé le 15 avril 2000, est un historien britannique.

## Biographie
Il est surtout connu pour ses propos relatifs à la comparaison de l'engagisme avec l'esclavage, notamment dans son ouvrage A New System of Slavery: The Export of Indian Labour Overseas 1820-1920, publié en 1974. Selon l'auteur, en dépit des lois garantissant l'habeas corpus à l'engagé dans les textes, les faits révélaient des pratiques descendant des traitements jadis dévolus aux esclaves.
Il est par ailleurs spécialiste de l'Asie du Sud-Est, et notamment de la Birmanie (actuel Myanmar).
De 1970 à 1972, il dirige l'Institute for Race Relations et, à ce titre, publie une revue titrée Race Today.
De 1977 à 1981, il enseigne les relations internationales à l'Université de Lancaster.
En 1982 il publie Letters from the Falklands, the life and gallant death of Lieutenant David Tinker, RN en mémoire de son fils, qui fut tué dans la guerre des Malouines.

## Œuvres
- The foundations of local self-government in India, Pakistan, and Burma. (avec une préface de Lord Hailey), University of London et Athlone Press, Londres, 1954, XXIV+376 p.
- The Union of Burma, a study of the first years of independence., Oxford University Press, Londres et New York, 1957 (+ diverses rééditions revues et augmentées), XIV + 424 p.
- India and Pakistan : a political analysis, Praeger, New York, 1962 (plusieurs rééditions), 228 p.
- Ballot box and bayonet; people and government in emergent Asian countries. Issued under the auspices of the Royal Institute of Internal Affairs., Oxford University Press, Londres, 1964, 126 p.
- Re-orientations; essays on Asia in transition, Praeger, New York, 1965, 175 p.
- South Asia; a short history., Praeger, New York, 1966, 287 p.
- Experiment with freedom: India and Pakistan, 1947., Royal Institute of International Affairs et Oxford University Press, Londres, 1967, X+165 p.
- A new system of slavery; the export of Indian labour overseas, 1830-1920., Institute of Race Relations et Oxford University Press, Londres et New York, 1974, XVI + 432 p.  (ISBN 0192184105)
- Separate and unequal : India and the Indians in the British Commonwealth, 1920-1950, C. Hurst, LOndres, 1976, 460 p.  (ISBN 0903983311)
- Race, conflict, and the international order : from Empire to United Nations, Macmillan, Londres, 1977, 157 p.  (ISBN 0333196643)
- The banyan tree : overseas emigrants from India, Pakistan, and Bangladesh, Oxford University Press, Londres, 1977, X+204 p.  (ISBN 0192159461)
- The ordeal of love : C. F. Andrews and India, Oxford University Press, Delhi et New York, 1979, XXI + 334 p.  (ISBN 0195611462)
- Burma, the struggle for independence, 1944-1948 : documents from official and private sources (édité par Hugh Tinker), H.M.S.O., Londres, 1983-1984, 2 volumes
- Men who overturned empires : fighters, dreamers, and schemers, University of Wisconsin Press, Madison, 1987,  xv + 272 p. + 8 p. de planches  (ISBN 0299114600)
- South Asia : a short history, University of Hawaii Press, Honolulu, 1990 (2e édition), XIX + 290 p.  (ISBN 0824812891)
- Viceroy : Curzon to Mountbatten, Oxford University Press, Karachi et New York, 1997, XII + 266 p. + 12 p. de planches  (ISBN 0195776984)
- Letters from the Falklands, the life and gallant death of Lieutenant David Tinker, RN (édité et présenté par David Tinker), Penguin, 1982, lieu d'édition non connu.